# Switchfoot
Switchfoot é uma banda de rock alternativo, de San Diego. A banda é formada por Jon Foreman (vocais, guitarra), Tim Foreman (baixo, vocal), Chad Butler (bateria, percussão), Jerome Fontamillas (guitarra, teclados, vocal). O nome "Switchfoot" é um termo do surf.

## A história
O Switchfoot foi fundado em 1996, com a formação de Jon, seu irmão, Tim, no contra-baixo, e Chad, na bateria. Depois de tocar em apenas alguns shows, a banda foi contratada por Charlie Peacock e eventualmente rotulada como uma banda indie pela Re:think Records com o nome atual Switchfoot. A gravadora produziu os três de seus primeiros álbuns Legend of Chin, New Way to Be Human e Learning to Breathe.
Dos três primeiros álbuns da banda o Learning to Breathe foi o mais sucedido. Foi certificado com um disco de ouro da RIAA e foi nomeado ao GRAMMY de Melhor Álbum de Rock Cristão de 2000.
Em 2002, uma das quatro músicas do Switchfoot que fez parte do filme "Um amor para Recordar" foi a "Only Hope" interpretada por Mandy Moore durante uma das cenas. No CD da trilha sonora do filme, Mandy Moore canta essa mesma música em dueto com Jon Foreman. Todas músicas foram incluídas no CD, junto com o cover da Mandy em "Only Hope".
O Switchfoot  ganhou reconhecimento depois do filme. Esse reconhecimento cobriu seu álbum mais famoso, o "The Beautiful Letdown" que saiu em 2003. Esse vendeu mais de 2.3 milhões de cópias e produziu umas das melhores canções da banda, como "Meant to Live", que foi incluída, logo depois, no CD da trilha sonora do filme Homem-Aranha 2 e, a música "Dare you to Move", que foi um remake de "I dare you to Move" do álbum Learning To Breath e também do álbum de Um Amor Para Recordar.
A música "Dare You to Move" foi cantada na semifinal da 7ª temporada do programa "American Idol", por David Cook, um vencedor no Reality show. A música "Dare You to Move" também pode ser ouvida no episódio 08 da 1ª temporada de One Tree Hill, quando o Nathan  a Haley dão o seu primeiro beijo e no episódio 05 da 2ª temporada, quando Lucas leva Anna até o carro dela. A música "Dare You to Move" também faz parte da trilha sonora do filme "Um Amor Para Recordar"  com "Mandy Moore" e "Shane West".
A música "This is Home" fez parte da trilha sonora do filme Príncipe Caspian, feito pela Walden Media e lançado pela Walt Disney.
Numa tentativo segundo Jon Foreman de "cavar mais fundo" em suas composições, em 2009 lançou o álbum Hello Hurricane no qual foi ganhador de um Grammy.

## Influências
É evidente nas suas canções as alusões ao trabalho de filósofos como, Søren Kierkegaard e Agostinho de Hipona, nas canções: "Sooner or Later (Soren's Song)" e "Something More (Augustine's Confession)", respectivamente. "Meant to Live", o sucesso do conjunto, foi inspirado pelo poema de T. S. Eliot, "The Hollow Men", enquanto "Stars", o single do álbum, Nothing is Sound, brevemente vê as coisas de uma perspectiva do Descartes, de acordo com Jon.
"Nós nunca nos encaixamos em nenhum tipo de lista de gêneros de música", diz Jon na entrevista dada ao VH1 (rede de TV). Jon acredita que a diversidade da banda é o forte deles. Eles acreditam que extraem tanto do Police e James Taylor, quanto dos Beatles e Stevie Wonder. Nós nunca cabemos em nenhum gênero de música. Compositores como Bono, Bob Dylan e Johnny Cash inspiraram nas letras das canções de Jon. O Switchfoot também foi objeto de inspiração para o livro "Sangue de Anjos", segundo seu autor, Reed Arvin.

## Membros
- Jon Foreman – vocais, guitarra, teclado, piano (1996-presente); guitarra base (1996–2001, 2005–2022 em estúdio; 2005 – presente ao vivo)
- Tim Foreman – baixo, backing vocals, vocais ocasionais e violão (1996-presente), teclados (2000–2001)
- Chad Butler – bateria, percussão (1996-presente)
- Jerome Fontamillas – teclados, piano, guitarra rítmica, backing vocals (2001-presente)

### Ex-membros
- Drew Shirley – guitarra solo, backing vocals (2005–2022; músico em turnê 2004–2005)

## Discografia

### Álbuns de estúdio
- The Legend of Chin (1997)
- New Way to Be Human (1999)
- Learning to Breathe (2000)
- The Beautiful Letdown (2003)
- Nothing Is Sound (2005)
- Oh! Gravity. (2006)
- Hello Hurricane (2009)
- Vice Verses   (2011)
- Fading West (2014)
- Where the Light Shines Through (2016)
- Native Tongue (2019)
- Interrobang (2021)
- This Is Our Christmas Album (2022)

### EP
- Switchfoot: Live - EP (2004)
- Oh! EP (2006)
- Eastern Hymns for Western Shores (2009)
- Backstage EP (2012)
- The Edge of The Earth EP (2014)

### Compilações
- The Early Years: 1997-2000 (2004)
- The Best Yet (2008)

### Ao vivo
- Best of Bootlegs Vol. 1 (2008)

### Singles
- Meant To Live do álbum The Beautiful Letdown (2003)
- Dare You To Move do álbum The Beautiful Letdown (2004)
- This is Your Life do álbum The Beautiful Letdown (2004)
- Stars do álbum Nothing Is Sound (2005)
- We Are One Tonight do álbum Nothing Is Sound (2006)
- Oh! Gravity do álbum Oh! Gravity (2006)
- Rebuild feito para instituição Habitat para a Humanidade (2007)
- Learning to Breathe (a walk to remember) do álbum Learning to Breathe

## Videoclipes
- Chem 6A do álbum The Legend of Chin (1997)
- New Way To Be Human do álbum New Way To Be Human (1999)
- You Already Take Me There do álbum Learning To Breathe (2000)
- Meant To Live do álbum The Beautiful Letdown (2004)
- Dare You To Move do álbum The Beautiful Letdown (2004)
- I Dare You To Move do álbum Learning To Breathe (2005)
- Stars do álbum Nothing is Sound (2005)
- We Are One Tonight do álbum Nothing is Sound (2005)
- Oh! Gravity do álbum Oh! Gravity (2006)
- Awakening do álbum Oh! Gravity (2006)
- This is Home música composta para o filme Príncipe Caspian (2007)
- Mess of me do álbum Hello Hurricane (2009)
- The Sound (John M. Perkins' Blues) Hello Hurricane (2010)
- Restless do álbum Vice Verses (2011)
- Dark Horses do álbum Vice Verses (2011)
- Love Alone Is Worth The Fight do album Fading West (2014)
- Who We Are do album Fading West (2014)

## DVDs
- Switchfootage (2003)
- Live in San Diego (2004)
- The Beautiful Letdown (2004)
- Feet Don't Fail Me Now (2005)
- Nothing is Sound (2005)
- Switchfootage 2 (2006)

## Turnê na América Latina
Em 2010 a banda faz pela primeira vez uma turnê pela América Latina. Switchfoot passou pelo Brasil em Setembro nas cidades de São Paulo ,Ribeirão Preto e Goiânia. A turnê também passou pela Costa Rica, Guatemala, Colombia e Argentina.

## Prêmios
Orville Gibson Guitar Awards H.
- 2001: Les Paul Horizon Award para o guitarrista mais promissor - Jon Foreman

ASCAP Awards
- 1997: Novo Melhor Artista
- 2006: Prêmio de Impacto "para comemorar o sucesso e a influência de suas canções na  corrente principal da música rock " - Jon Foreman
- 2006: lista Top 50 da música mais executada de 2005 - "Dare You to Move"

GMA Dove Awards
- 2004: Melhor música de Rock gravada do Ano - "Ammunition"
- 2004: Álbum de Rock/Contemporâneo do Ano - The Beautiful Letdown
- 2004: Melhor música de Rock Contemporâneo gravada do Ano - "Meant to Live"
- 2005: Artista do Ano
- 2005: Clipe do ano - "Dare You to Move"
- 2005: DVD do ano - Live In San Diego
- 2005: Melhor música de Rock/Contemporâneo do Ano - "Dare You to Move"
- 2006: Clipe do ano - "Stars"

Grammy Awards
- 2011: Melhor álbum Rock/Rap Gospel cd Hello Hurricane

San Diego Music Awards
- 1997: Novo Melhor Artista
- 2001: Melhor Artista Pop
- 2001: Melhor Álbum Pop - Learning to Breathe
- 2002: Melhor Artista Alternativo Adulto
- 2003: Melhor Álbum Pop - The Beautiful Letdown
- 2003: Álbum do Ano - The Beautiful Letdown
- 2004: Canção do Ano - "Dare You to Move"
- 2006: Artista do Ano
- 2007: Álbum do Ano - Oh! Gravity
- 2010: Álbum do Ano - Hello Hurricane
- 2011: Artista do Ano

Top In Rock Awards
- 2009: Melhor Artista cristã